# Фэрчайлд, Томас
То́мас Фэ́рчайлд (англ. Thomas Fairchild; 1667—1729) — британский садовод, первым в истории создавший межвидовой гибрид растений.

## Биография
Томас Фэрчайлд родился в деревне Алдборн графства Уилтшир, предположительно, в мае 1667 года. Около 1690 года обосновался в Хокстоне, тогда деревне на окраине Лондона, создал там питомник, в котором выращивал различные декоративные растения на продажу. Фэрчайлд был одним из немногочисленных садоводов, выращивавших виноград на Британских островах.
Томас Фэрчайлд в своём питомнике экспериментировал с опылением растений. Неизвестно, целенаправленно или по ошибке он опылил цветки гвоздики турецкой пыльцой гвоздики садовой, однако в 1717 году у него в саду впервые появились растения с промежуточными для этих видов признаками. Впоследствии Фэрчайлд продолжил разведение таких гибридов, получивших название «мулов Фэрчайлда» В 1720 году друг Фэрчайлда Патрик Блэр, врач и ботаник-любитель, зачитал на собрании Лондонского королевского общества доклад, в котором показал наличие полов у цветковых растений и обосновал, отчасти ссылаясь на гибрид Фэрчайлда, возможность принудительного размножения растений.
Фэрчайлд вёл переписку с Карлом Линнеем.
10 октября 1729 года скончался. Питомник Фэрчайлда был в том же году приобретён его племянником Стивеном Бейконом.

## Некоторые публикации
- City Gardener. (1722)